# Vělopolí
Vělopolí (en polonais : Wielopole ; en allemand : Wielopoli) est une commune du district de Frýdek-Místek, dans la région de Moravie-Silésie, en République tchèque. Sa population s'élevait à 298 habitants en 2021.

## Géographie
Vělopolí se trouve à 8 km à l'ouest-nord-ouest du centre de Třinec, à 15 km à l'est-nord-est de Frýdek-Místek, à 26 km au sud-est d'Ostrava et à 300 km à l'est-sud-est de Prague.
La commune est limitée par Český Těšín au nord et au nord-est, par Ropice à l'est, par Střítež au sud, et par Hnojník et Třanovice à l'ouest.

## Histoire
La première mention écrite de la localité date de 1448.

## Galerie

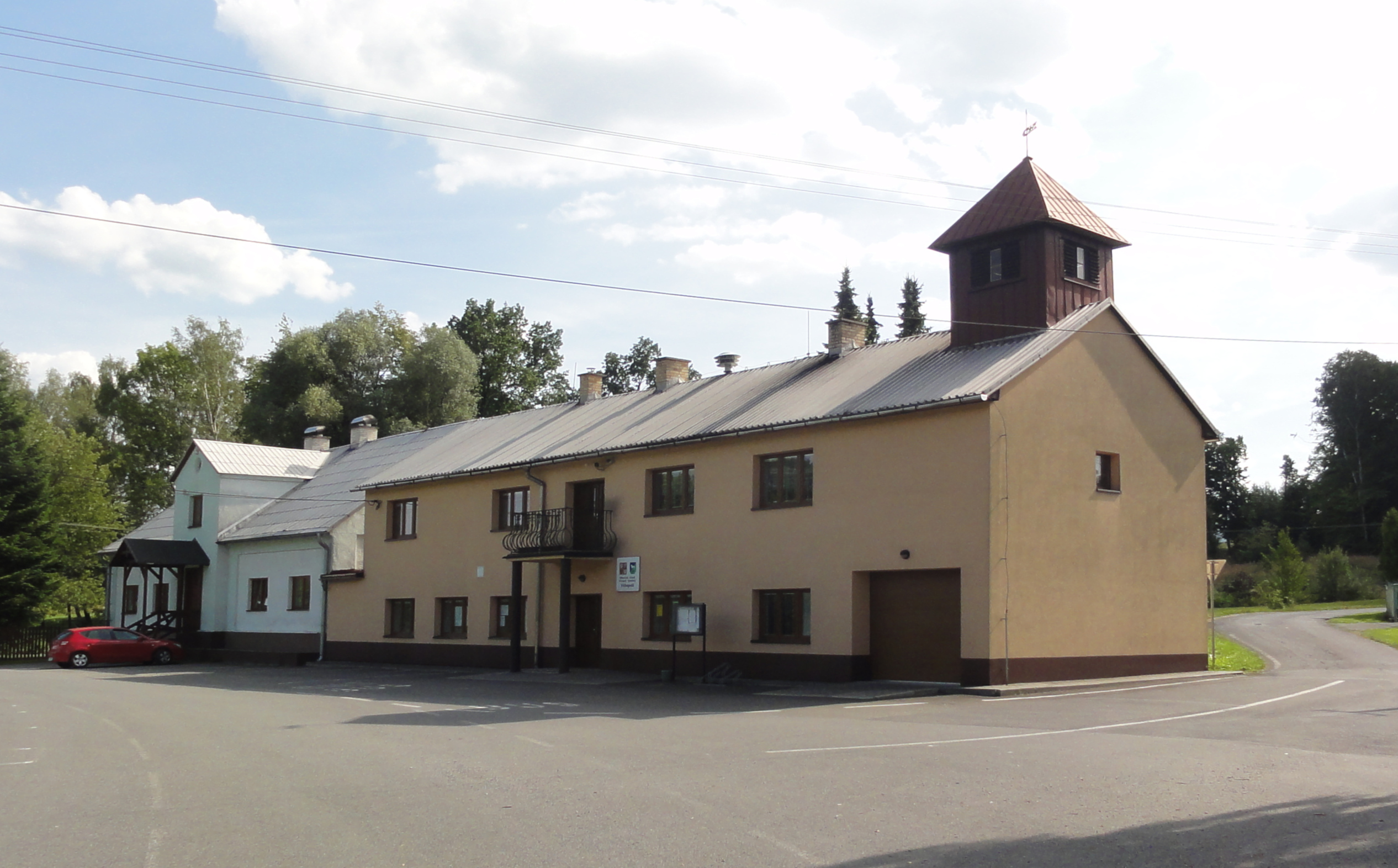
Vělopolí : mairie.
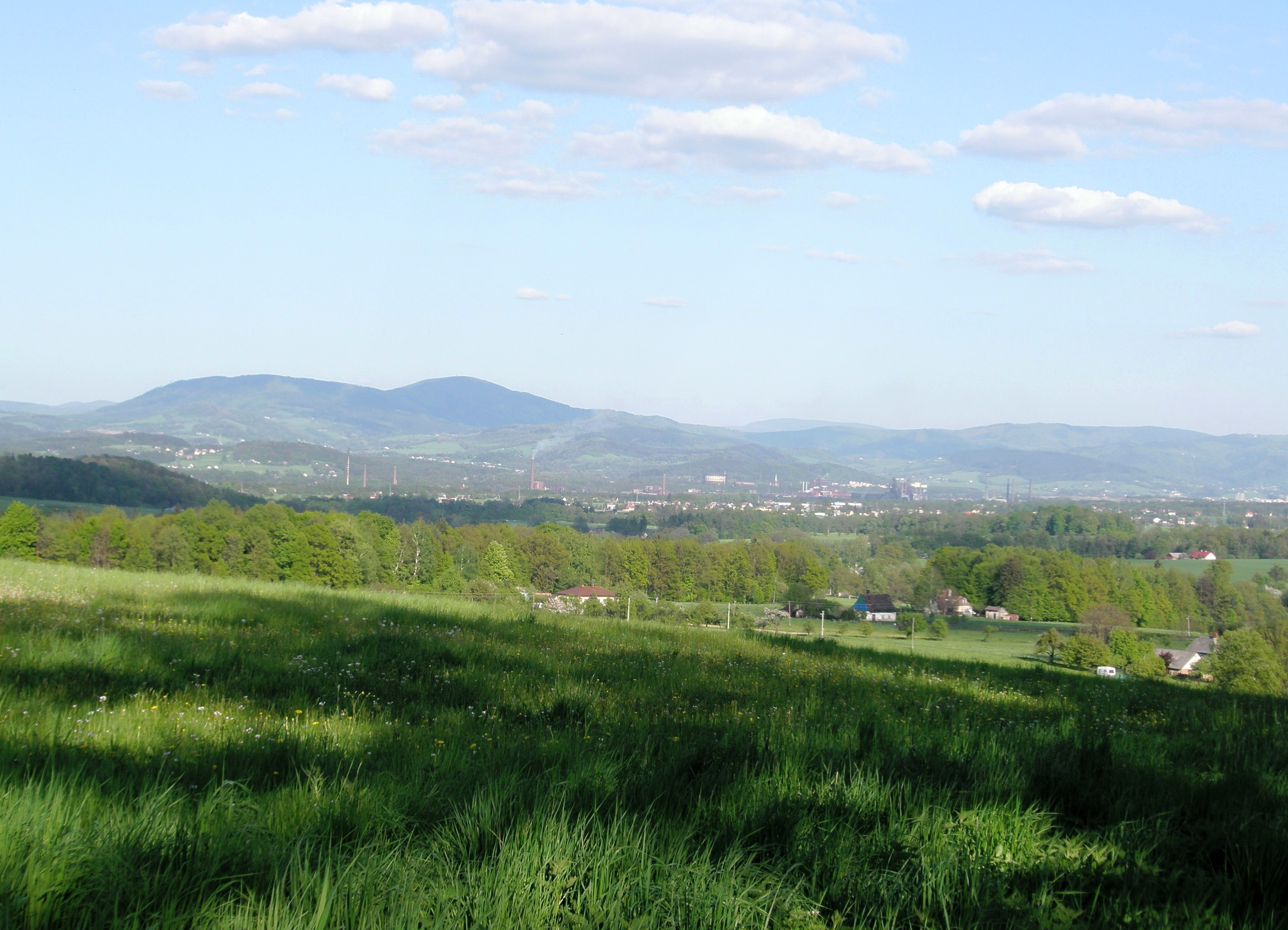
Vue depuis Třinec.

## Transports
Par la route, Vělopolí se trouve à 8 km de Český Těšín, à 20 km de Frýdek-Místek, à 38 km d'Ostrava et à 371 km de Prague.